# Elle Purrier St. Pierre
Elinor „Elle“ Purrier St. Pierre (* 20. Februar 1995 in Montgomery, Vermont als Elinor Purrier) ist eine US-amerikanische Leichtathletin, die im Mittel- und Langstreckenlauf an den Start geht. 2024 wurde sie Hallenweltmeisterin über 3000 Meter.

## Sportliche Laufbahn
Erste Erfahrungen bei internationalen Meisterschaften sammelte Elle Purrier St. Pierre im Jahr 2014, als sie bei den Juniorenweltmeisterschaften in Eugene in 10:21,59 min den neunten Platz über 3000 Meter Hindernis belegte. Bereits im Vorjahr begann sie ein Studium für Ernährung an der University of New Hampshire in Durham und schloss dieses 2018 ab. 2019 startete sie im 5000-Meter-Lauf bei den Weltmeisterschaften in Doha und gelangte dort bis ins Finale und belegte dort mit 14:58,17 min den elften Platz. 2021 siegte sie in 3:58,36 min bei den USATF Golden Games im 1500-Meter-Lauf und nahm anschließend über diese Distanz an den Olympischen Spielen in Tokio teil und erreichte dort das Finale, in dem sie sich mit 4:01,75 min auf dem zehnten Platz klassierte. Zuvor hatte sie schon bei den Olympic Trials in Oregon mit PB von 3:58,03 die US-Meisterschaften gewonnen und dort einen neuen Meisterschaftsrekord aufgestellt. Im darauffolgenden Jahr gewann sie bei den US-Meisterschaften in 8:41,53 min Gold und einen Monat später bei den Hallenweltmeisterschaften in Belgrad in 8:42,04 min die Silbermedaille im 3000-Meter-Lauf und musste sich hier nur der Äthiopierin Lemlem Hailu geschlagen geben. Im Juli gelangte sie bei den Weltmeisterschaften in Eugene bis ins Halbfinale über 1500 Meter und schied dort mit 4:09,84 min aus.
2023 pausierte sie aufgrund ihrer Schwangerschaft, kehrt aber bereits im Folgejahr zum aktiven Rennsport zurück. Im Februar 2024 stellte sie in New York mit 4:16,41 min einen neuen Nordamerikarekord über die Meile auf. Anschließend siegte sie bei den Hallenweltmeisterschaften in Glasgow mit neuem Meisterschafts- und Nordamerikarekord von 8:20,87 min etwas überraschend über 3000 Meter und setzte sich damit gegen die favorisierte Äthiopierin Gudaf Tsegay durch. Im Mai siegte sie beim USATF Los Angeles Grand Prix in 14:34,12 min über 5000 Meter und beim Prefontaine Classic wurde sie in 3:56,99 min Dritte über 1500 Meter. Im August startete sie über 1500 Meter bei den Olympischen Spielen in Paris über 1500 Meter und belegte dort in 3:57,72 min im Finale den achten Platz.
2021 wurde Purrier St. Pierre US-amerikanische Meisterin im 1500-Meter-Lauf sowie 2024 über 5000 Meter. Zudem wurde sie 2022 und 2024 Hallenmeisterin über 3000 Meter.

## Persönliche Bestleistungen
- 800 Meter: 1:59,99 min, 15. Mai 2021 in Irvine
  - 800 Meter (Halle): 2:03,64 min, 24. Februar 2018 in Boston
- 1500 Meter: 3:55,99 min, 30. Juni 2024 in Eugene
  - 1500 Meter (Halle): 4:00,20 min, 8. Februar 2020 in New York City
- 1 Meile: 4:30,30 min, 18. August 2019 in Birmingham
  - 1 Meile (Halle): 4:16,41 min, 11. Februar 2024 in New York City (Nordamerikarekord)
- 3000 Meter: 8:46,43 min, 16. Juli 2018 in Cork
  - 3000 Meter (Halle): 8:20,87 min, 2. März 2024 in Glasgow (Nordamerikarekord)
  - 2 Meilen (Halle): 9:10,28 min, 13. Februar 2021 in New York City (nordamerikanische Bestleistung)
- 5000 Meter: 14:34,12 min, 17. Mai 2024 in Los Angeles